# Ndlovukati
Ndlovukati ("stor elefanthona") är Swazilands drottningmoders officiella titel. Hon styr som statschef tillsammans med kungen och ska fungera som kungens motvikt.. Trots den officiella diarki, klassificeras landet ändå som absolut monarki.
Efter kungens död samlar familjen Dlamini (Swazilands regerande kungafamilj) ihop för att välja den nya ndlovukatin vars son blir den nya kungen. Ndlovukati får inte vara infödd i Dlamini-familjen och måste ha fött endast en son till sin man..
Elefanten i Swazilands statsvapen avbildar ndlovukati.